# Festival cinematografico internazionale di Mosca 1977
La 10ª edizione del Festival cinematografico internazionale di Mosca si è svolta a Mosca dal 7 al 21 luglio 1977.
Il Grand Prix fu assegnato al film ungherese Il quinto sigillo diretto da Zoltán Fábri, al film sovietico Mimino diretto da Georgij Danelija e al film spagnolo Il ponte diretto da Juan Antonio Bardem.

## Giuria
- Stanislav Rostockij ( Unione Sovietica - Presidente della Giuria)
- Salah Abu Seif ( Egitto)
- Barbara Brylska ( Polonia)
- Souna Boubakar ( Niger)
- Valerio Zurlini ( Italia)
- Michael Kutza ( Stati Uniti)
- Toshirō Mifune ( Giappone)
- Vladimir Naumov ( Unione Sovietica)
- István Nemeskürty ( Ungheria)
- Jurij Ozerov ( Unione Sovietica)
- Ion Popescu-Gopo ( Romania)
- Humberto Solás ( Cuba)
- Rene Thevenet ( Francia)
- Basu Chatterjee ( India)
- Sujmenkul Čokmorov ( Unione Sovietica)
- Milutin Colic ( Jugoslavia)

## Film in competizione
| Film                                  | Regista                                           | Nazione        |
| ------------------------------------- | ------------------------------------------------- | -------------- |
| Sao thang tam                         | Tran Dak                                          | Vietnam        |
| Baseynat                              | Binka Željazkova                                  | Bulgaria       |
| La fuga di Logan (Logan's Run)        | Michael Anderson                                  | USA            |
| Mina, viento de libertad              | Antonio Eceiza                                    | Messico        |
| İntikam Meleği – Kadın Hamlet         | Metin Erksan                                      | Turchia        |
| Al-abtal yooladoon marratayn          | Salah Dehny                                       | Siria          |
| Al-ras                                | Faisal Al-Yassiri                                 | Iraq           |
| Le soleil se lève en retard           | André Brassard                                    | Canada         |
| Idealist                              | Igor Pretnar                                      | Jugoslavia     |
| Antti Puuhaara                        | Katariina Lahti, Heikki Partanen e Riitta Rautoma | Finlandia      |
| El cine soy yo                        | Luis Armando Roche                                | Venezuela      |
| Il ponte (El puente)                  | Juan Antonio Bardem                               | Spagna         |
| Mrigayaa                              | Mrinal Sen                                        | India          |
| Mimino                                | Georgij Danelija                                  | URSS           |
| Een stille liefde                     | René van Nie                                      | Paesi Bassi    |
| An Unforgettable Autumn               | Khaltariin Damdin                                 | Mongolia       |
| Die unverbesserliche Barbara          | Lothar Warneke                                    | Germania Est   |
| Noch nad Chili                        | Sebastián Alarcón e Aleksandr Kosarev             | URSS           |
| Chikuzan hitori tabi                  | Kaneto Shindō                                     | Giappone       |
| Omar Gatlato                          | Merzak Allouache                                  | Algeria        |
| San Babila ore 20: un delitto inutile | Carlo Lizzani                                     | Italia         |
| Osinda, vizio e peccato (Osinda)      | Sergiu Nicolaescu                                 | Romania        |
| Il quinto sigillo (Az otodik pecset)  | Zoltán Fábri                                      | Ungheria       |
| Río Negro                             | Manuel Pérez                                      | Cuba           |
| Ceddo                                 | Ousmane Sembène                                   | Senegal        |
| Sonya and the Madman                  | Houssam El-Din Mustafa                            | Egitto         |
| Ocalić miasto                         | Jan Łomnicki                                      | Polonia, URSS  |
| Aftenlandet                           | Peter Watkins                                     | Danimarca      |
| Las locas                             | Enrique Carreras                                  | Argentina      |
| Donde nacen los condores              | Federico García Hurtado                           | Perù           |
| L'ombre des châteaux                  | Daniel Duval                                      | Francia        |
| Běž, ať ti neuteče                    | Stanislav Strnad                                  | Cecoslovacchia |
| Bon Bast                              | Parviz Sayyad                                     | Iran           |
| Sternsteinhof                         | Hans W. Geißendörfer                              | Germania Ovest |
| Elvis! Elvis!                         | Kay Pollak                                        | Svezia         |
| It Shouldn't Happen to a Vet          | Eric Till                                         | Regno Unito    |

## Premi
- Premio d'Oro:
  - Il quinto sigillo, regia di Zoltán Fábri
  - Il ponte, regia di Juan Antonio Bardem
  - Mimino, regia di Georgij Danelija
- Premi d'Argento:
  - Omar Gatlato, regia di Merzak Allouache
  - Baseynat, regia di Binka Zhelyazkova
  - L'ombre des châteaux, regia di Daniel Duval
- Premi Speciali:
  - Noch nad Chili, regia di Sebastián Alarcón e Aleksandr Kosarev
  - Río Negro, regia di Manuel Pérez
- Premi:
  - Miglior Attore: Radko Polič per Idealist
  - Miglior Attore: Amza Pellea per Osinda, vizio e peccato
  - Miglior Attrice: Mary Apick per Bon Bast
  - Miglior Attrice: Mercedes Carreras per Las locas
- Diploma Speciale: Giovane Attore: Lele Dorazio per Elvis! Elvis!
- Premio FIPRESCI: Donde nacen los condores, regia di Federico García Hurtado